# Barbara Machnicka-Rowińska

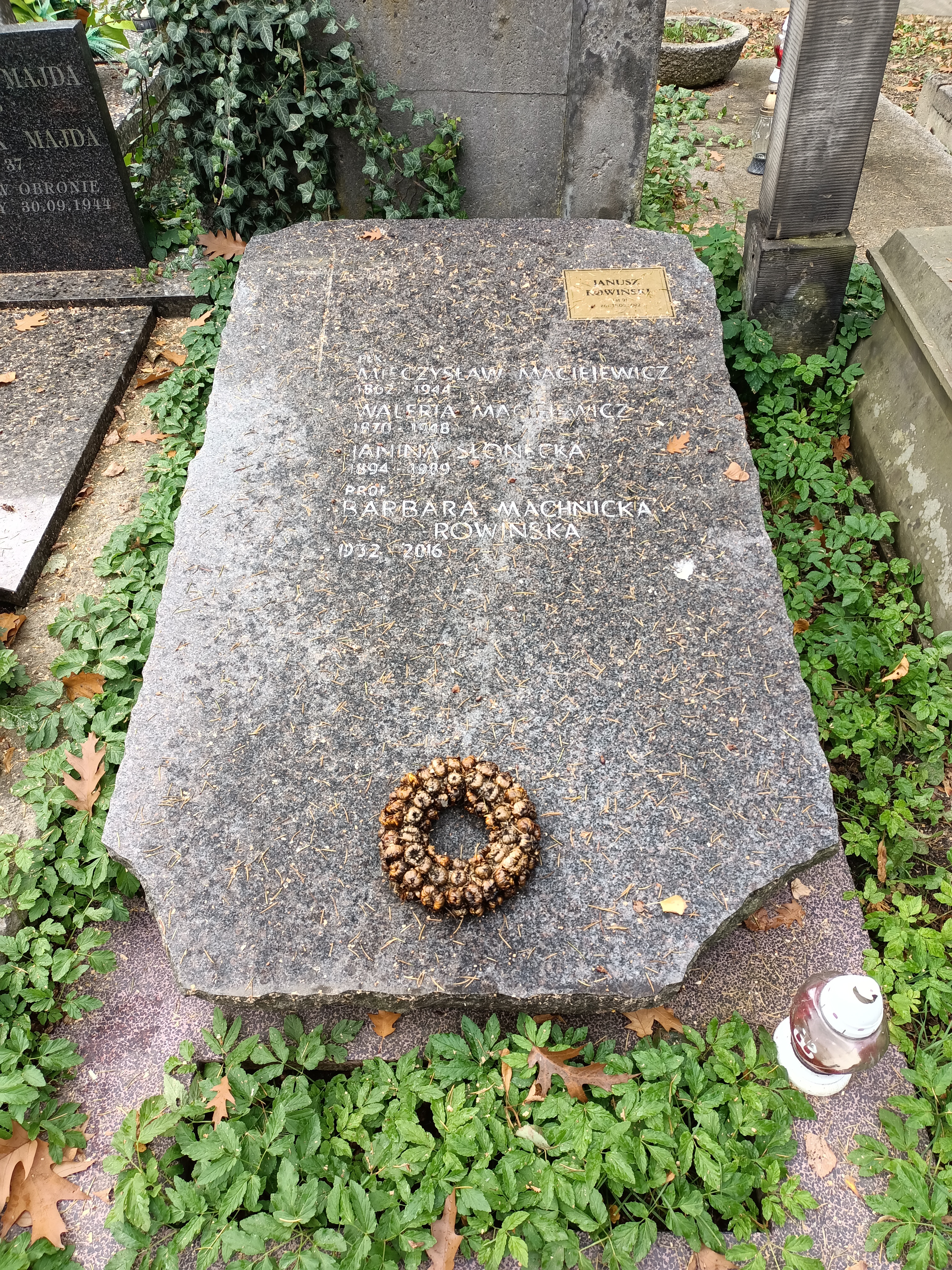
Grób Barbary Machnickiej-Rowińskiej na Cmentarzu Wojskowym na Powązkach

Barbara Machnicka-Rowińska (ur. 23 lutego 1932, zm. 17 maja 2016) – polska parazytolog, profesor nauk weterynaryjnych.

## Życiorys
W latach 1961–2002 pracowniczka Instytutu Parazytologii im. Witolda Stefańskiego PAN, członkini Rady Naukowej, Kierownik Pracowni Immunologicznej. Wieloletnia członkini Oddziału Warszawskiego Polskiego Towarzystwa Parazytologicznego, Członek Honorowy PTP, redaktor naczelna czasopisma Annals of Parasitology w latach 2007–2013. Członkini Komitetu Parazytologii Polskiej Akademii Nauk.
Była promotorem dwóch prac doktorskich.
W 1988 została odznaczona Złotym Krzyżem Zasługi za wzorowe, wyjątkowo sumienne wykonywanie obowiązków wynikających z pracy zawodowej oraz osiągnięcia naukowe.
Mieszkała w domu przy alei 3 Maja 2 w Warszawie. Pochowana na cmentarzu Wojskowym na Powązkach (kwatera A23-11-12).